# Meerbusch
Meerbusch (také Meererbusch) je německé město v zemském okrese Rýn-Neuss, ležící v dolním Porýní mezi Krefeldem a Düsseldorfem, ve spolkové zemi Severní Porýní-Vestfálsko v Německu. Žije zde přibližně 57 tisíc obyvatel.

## Geografie
Městskou aglomeraci tvoří osm obcí: Büderich (původně samostatné město s 28 tisící obyvatel), Osterath, Lank-Latum, Ossum-Bösinghoven, Strümp, Langst-Kierst, Nierst a Ilverich.

## Historie

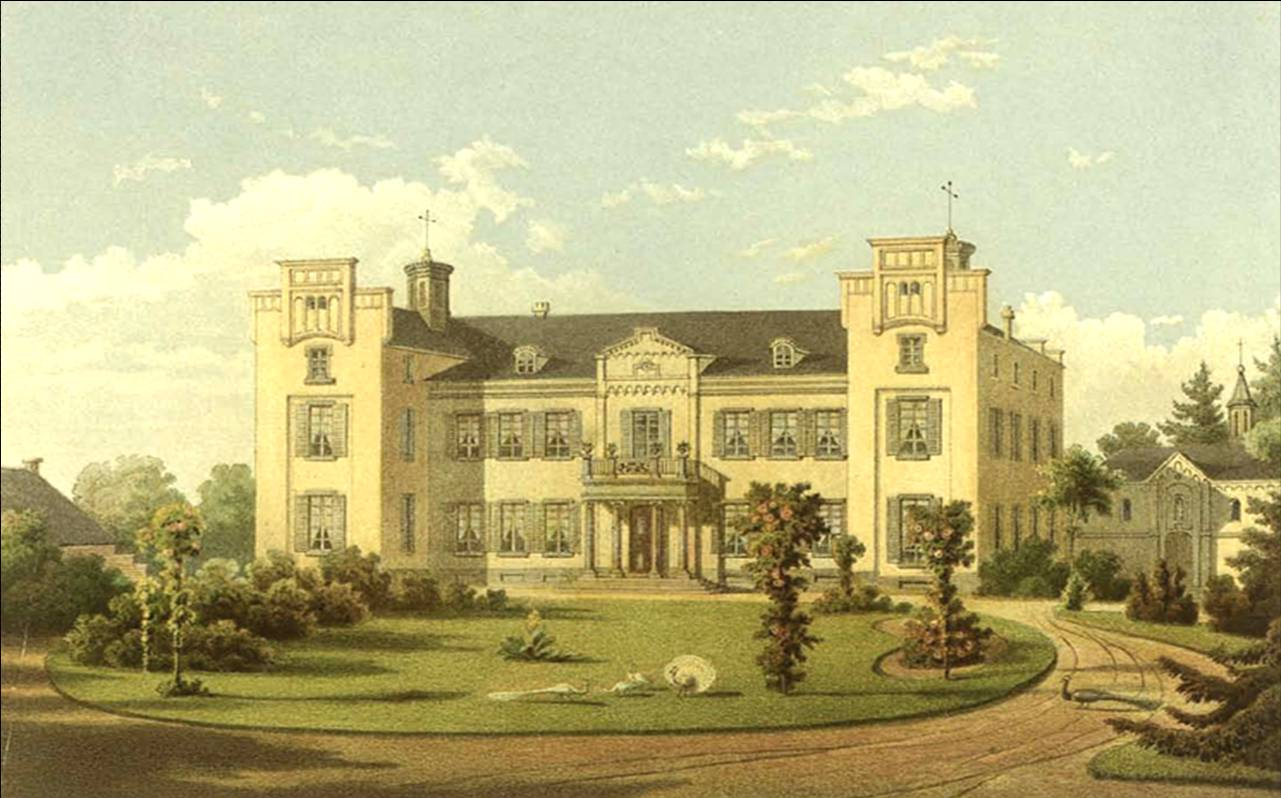
Zámek Pesch (Krefeld), litografie Alexandra Dunckera, 1857-1880

Město vzniklo administrativním spojením osmi obcí k 1. lednu 1970; jejich přirozeným historickým centrem bylo město Büderich, které se připomíná od 12. století a v době sloučení mělo 28 tisíc obyvatel. Pro název města bylo zvoleno zeměpisné označení lesnatého území, které pokrývá velkou část městské aglomerace, v českém překladu zní Mořský keř.

## Ekonomika
Hospodářskou základnu tvoří zemědělství a drobný průmysl, ten sestává především z poboček nadnárodních firem či jejich montoven (Epson, Ernst Rademacher, Schmidt-Strahl GmbH, Nedap, ATHLON, Bobst Group, Kyocera Document Solutions, firma Medtronic, aj.).

## Doprava
Město má několik železničních stanic. Autobusové linky spojují administrativní centrum s připojenými obcemi i sousedními městy. Lodní doprava po Rýně má motorové lodi, kolesové parníky i obytné lodi, funguje především jako turistická, a to mezi městy Meerbusch a Düsseldorf.

## Památky

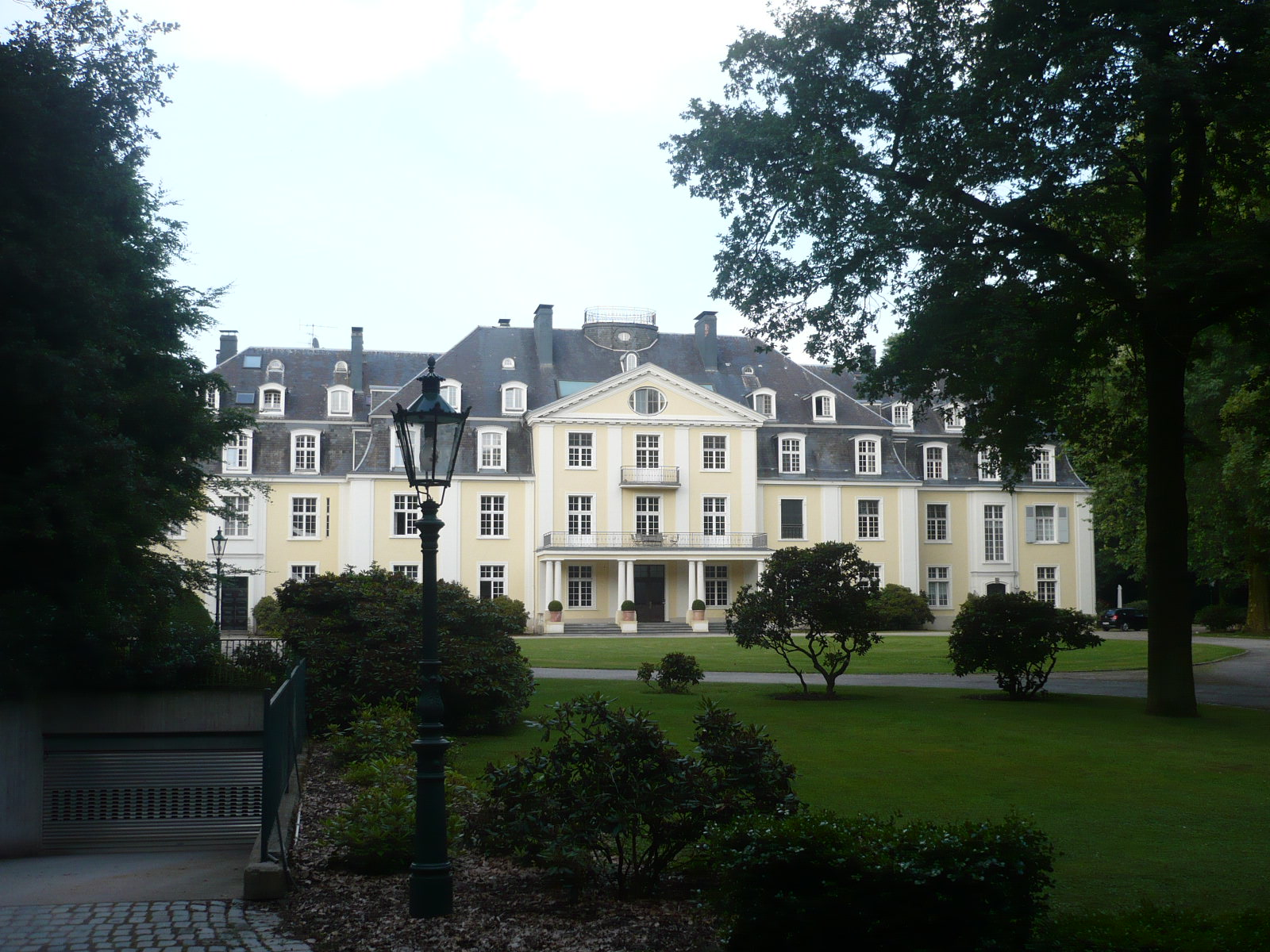
Zámek Pesch v současném stavu

- Zámek Pesch - původem klasicistní lovecký zámeček je trojkřídlá stavba, založená roku 1795, kterou vlastnili Arenbergové; romantická podoba zámku měla dvě postranní věže a dekoraci ve stylu novogotiky; pragmatická obnova po druhé světové válce zcela setřela historický ráz stavby.
- Monumentální věž románského kostela ve městě Büderichu (foto v infoboxu), kostel vyhořel roku 1891 a byl znovu postaven do roku 1893 ve slohu novogotickém.
- Kostel sv. Pankráce v obci Ossum - drobný románský jednolodní chrám ze 12. století, v místní části Ossum; dochovalo se románské obvodové zdivo s obloučkovým vlysem[2], vnitřní zařízení je moderní
- Kostel sv. Štěpána v obci Lank-Latum, založený roku 1152, přestavěný v gotickém slohu.
- Kostel sv. Mikuláše - trojlodní gotická bazilika v obci Osterath, připomínaná v roce 1272 jako filiální, později farní.

## Sport
Ve městě se od roku 2013 každoročně v srpnu pořádá mezinárodní tenisový turnaj ATP challenger s dotací 43 000 EUR.